# Нина Дудева
Нина Дудева е българска състезателка по спортна акробатика.
Сестра на състезателката по спортна гимнастика Диана Дудева. Завършва с отличие ССОУ „Г. Бенковски“, Плевен.
Носителка на световна купа по спортна акробатика от Сидер Рапидс, Съединени американски щати, заедно с Антоанета Киселичка и Жана Михайлова, носителка на медали от световни и европейски първенства по спортна акробатика във вида женска тройка заедно със Ирена Дунева и Жана Михайлова – състезавали се за „Спартак“ (Плевен).
Почетен гражданин на град Плевен от 1983 г.